# NGC 761
NGC 761 (другие обозначения — UGC 1439, MCG 5-5-36, ZWG 503.64, VV 425, PGC 7395) — спиральная галактика с перемычкой (SBa) в созвездии Треугольник.
Этот объект входит в число перечисленных в оригинальной редакции «Нового общего каталога».
Джон Дрейер отмечает, что многие открытия Уильяма Парсонса, в том числе открытие NGC 761, на самом деле были сделаны его помощниками, в данном случае Биндоном Стоуни.
Галактика NGC 761 входит в состав группы галактик NGC 777. Помимо NGC 761 в группу также входят ещё 12 галактик.